# Walter Mosbach
Walter Mosbach (geboren am 27. Februar 1899; gestorben 1971 in Frankfurt am Main) war ein deutscher Zahnarzt und ein Opfer des Nationalsozialismus.

## Leben
Walter Mosbach hatte am Ersten Weltkrieg als Soldat teilgenommen und dort das Eiserne Kreuz erhalten. Später lebte er als Zahnarzt in Frankfurt am Main. Er war Obermedizinalrat sowie Schulzahnarzt, bis er 1933 im Rahmen des Gesetzes zur Wiederherstellung des Berufsbeamtentums als Jude aus diesen beiden Ämtern entlassen wurde. Auf Grund seiner Kriegsteilnahme durfte er mit Sondererlaubnis bis 1938 als Zahnarzt mit eigener Praxis weiter praktizieren. 1938 wurde er verhaftet und im Konzentrationslager Buchenwald inhaftiert, kam aber nach sechs Wochen wieder frei. Seine Praxis wurde aufgelöst, aber er durfte in einer anderen Praxis weiter arbeiten, allerdings nur noch Juden behandeln. Sein Vorgänger war in ein Konzentrationslager verbracht worden.
1941 wurde Mosbach erneut verhaftet. Er gehörte dem Mikroskopischen Verein an, einem Diskussionszirkel von Gegnern des NS-Regimes, dem auch die Ärztin Erna Oeser angehörte. Die Gestapo beschuldigte ihn, sogenannte englische Feindsender abgehört und deren Nachrichten im Verein verbreitet zu haben. Zudem habe er sich in einem Brief an das Innenministerium gegen die Euthanasie geäußert. Nach dreieinhalb Jahren Zuchthaus wurde er in das Konzentrationslager Auschwitz-Birkenau gebracht, wo bereits seine Eltern ermordet worden waren. Mosbach überlebte die KZ-Haft und wurde 1945 befreit. Die Sowjetarmee beschäftigte ihn anschließend kurzzeitig als Arzt.
Er kehrte anschließend nach Frankfurt zurück. Nachdem ihm zunächst eine Praxis zugewiesen worden war, die er nach einem Prozess des früheren Inhabers räumen musste, baute er sich später in Alt-Fechenheim eine neue Existenz auf. Er verstarb 1971 in Frankfurt am Main. Im 1. Auschwitzprozess sagte er als Zeuge aus.
Sein Schicksal war Teil der Denkschrift Ärztliches Schicksal unter der Verfolgung 1933 bis 1945 in Frankfurt am Main und Offenbach. Da sich die Landeszahnärztekammer Hessen jedoch weigerte, an der Denkschrift mitzuwirken, sprang für seine Biografie die hessische Ärztekammer ein.